# 隣松寺
隣松寺（りんしょうじ）は、愛知県豊田市幸町隣松寺126番地にある浄土宗の寺。徳川家ゆかりの寺として知られる。
細川氏三代（細川義季、細川俊氏、細川公頼）、内藤清長、松平忠吉等の墓がある。

## 由緒
淳和天皇の第三皇子である東山親王国長公が当地に配流され、承和10年薨去した。隣松院殿一位相国天竜大居士と号す。仁明天皇がその追善のために創建した。当初は天台宗であったが、明徳年間に浄土宗に改宗している。
隣松寺境内にある稲荷社は、松平広忠が竹千代（のちの徳川家康）誕生にあたり、成長の無事を祈願したと伝わる。徳川家康は三河一向一揆に際し稲荷社に戦勝祈願し、勝利後、寺の山号を「玉松山」から「稲荷山」に改め、自身の甲冑姿の木像と念持仏を奉納するとともに朱印地30石を寄進した。東京の三河稲荷神社は、当社の末社である。

## 文化財
愛知県指定文化財
- 絹本著色観経曼荼羅

2001年に高麗仏画「絹本著色観経曼荼羅」が韓国人窃盗団により盗まれた。韓国人窃盗団は、2004年10月にソウルで逮捕され、2005年1月には懲役判決を受けた。韓国では、日本にある高麗仏画は文禄・慶長の役や日本統治時代に略奪されたと認識されており、窃盗団は「神が『日本が略奪した我が国の文化財を取り戻せ』と言った」と主張したが、盗品をすぐ売却して金に替えており、金銭目的の犯行だと判明している。
曼荼羅は、もとは京都の寺にあり中国の元の末期の作と言われていた。1980年に愛知県の有形文化財に指定されたが、1995年に韓国文化財庁の調査により、1323年に高麗で描かれた「観経十六観変相図」で、韓国では国宝級だと分かった。
豊田市指定文化財
- 本堂[6] - 1667年建立
- 絹本著色阿弥陀二十五菩薩来迎図[7]
- 絹本著色山越阿弥陀図
- 絹本著色千体地蔵尊図
- 木造徳川家康像
- 冑三尊
- 華曼
- 鐙
- 雲版
- 徳川氏朱印状

## ギャラリー

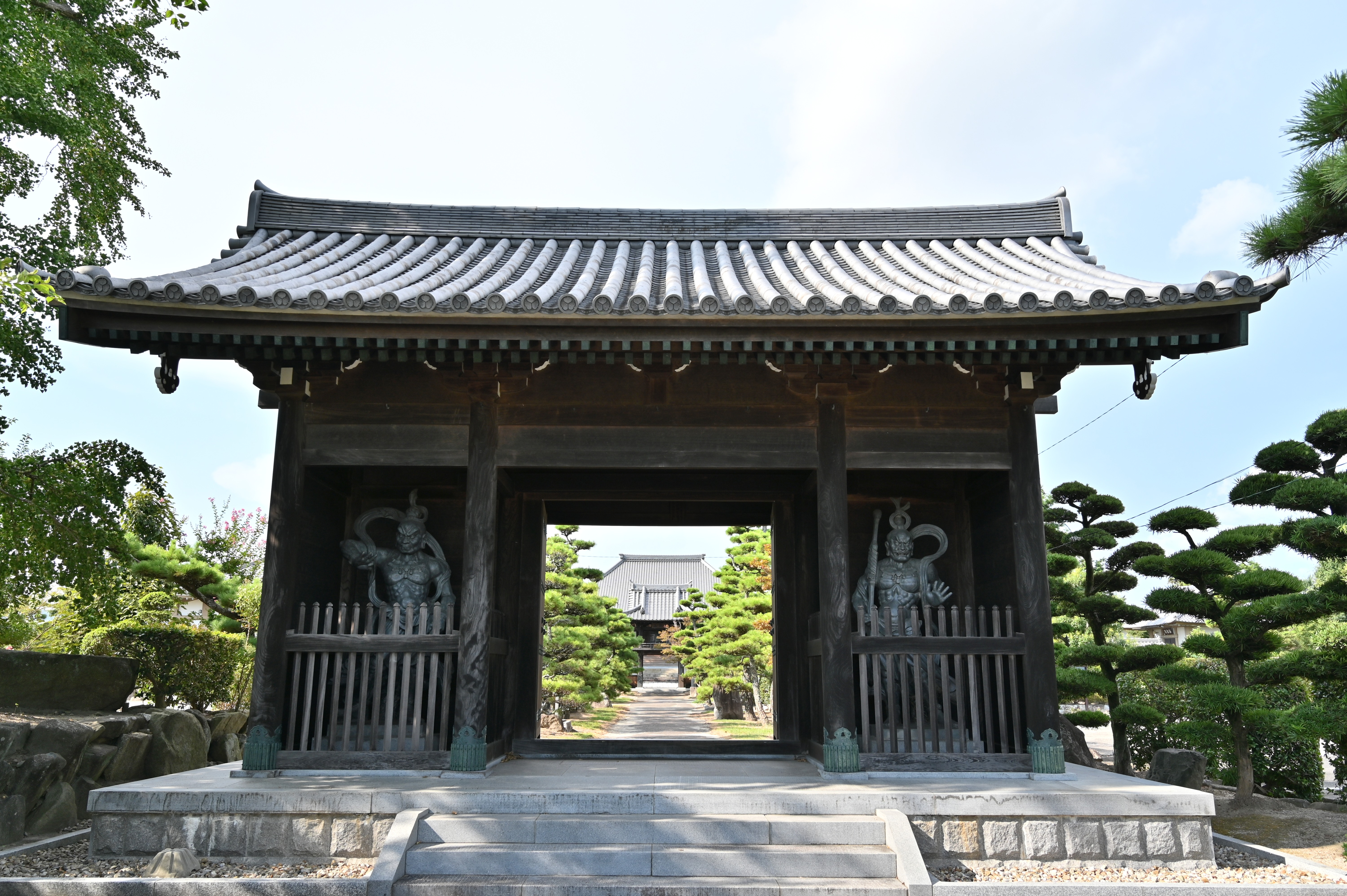
仁王門
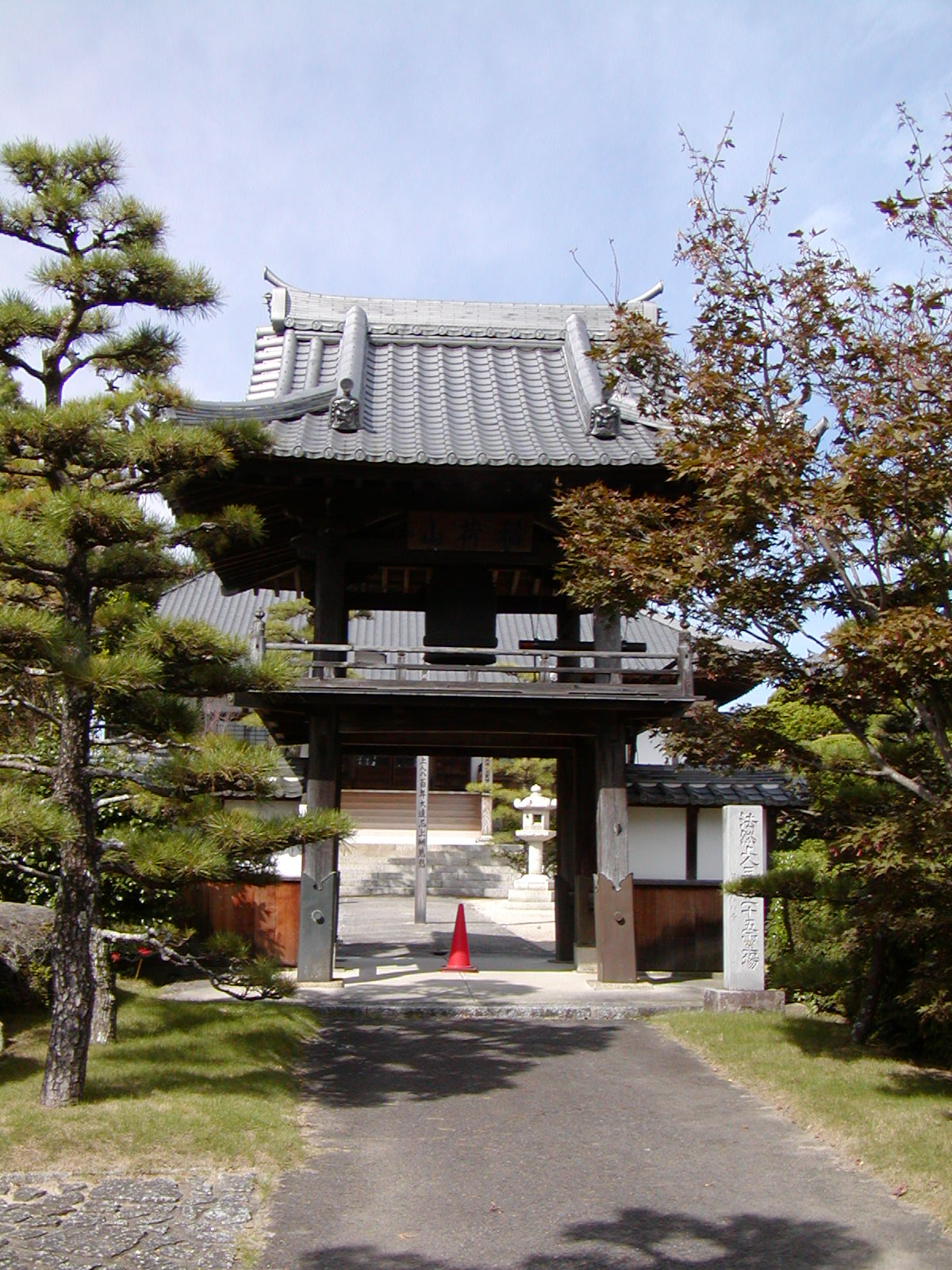
山門
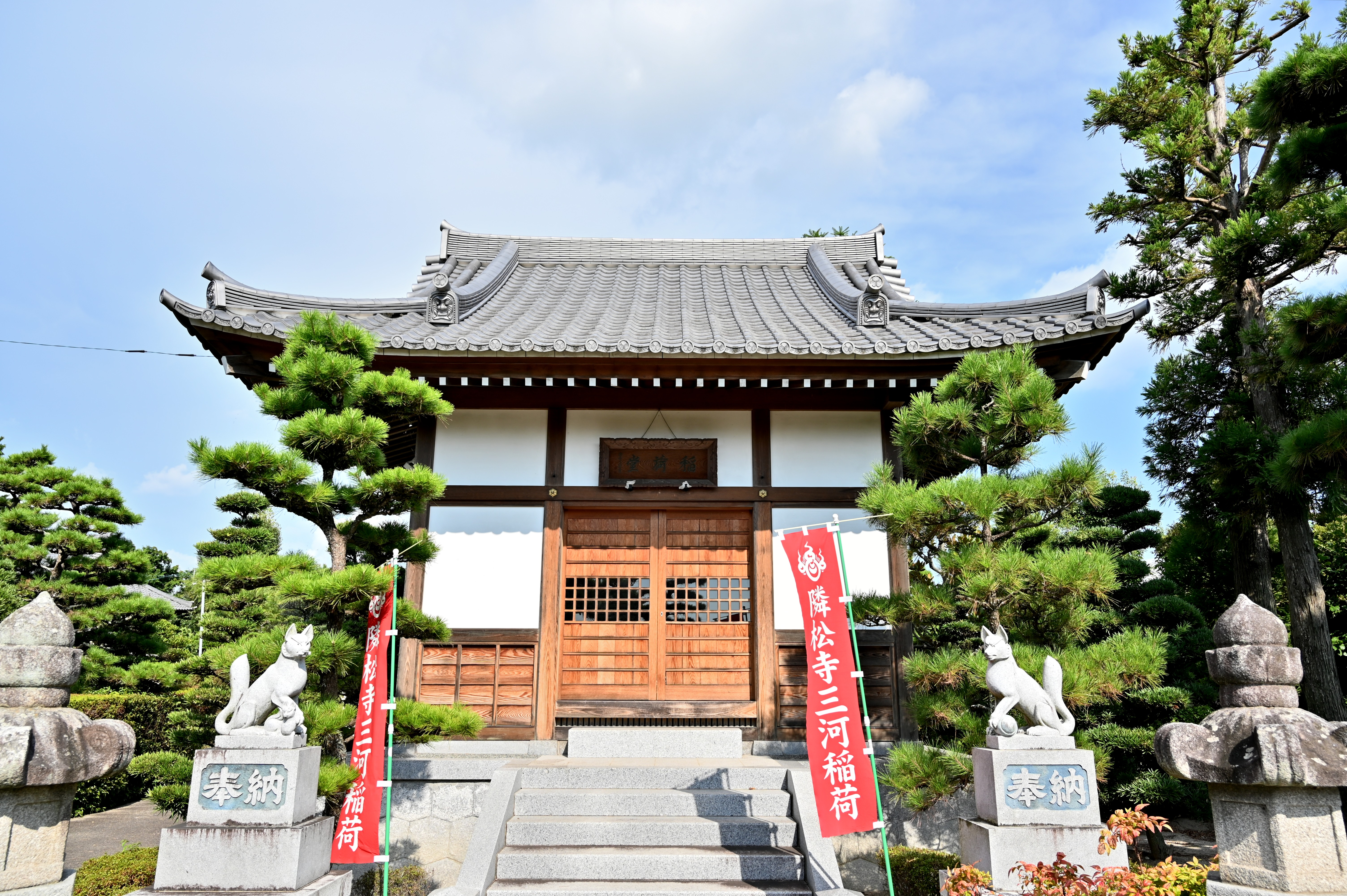
稲荷社
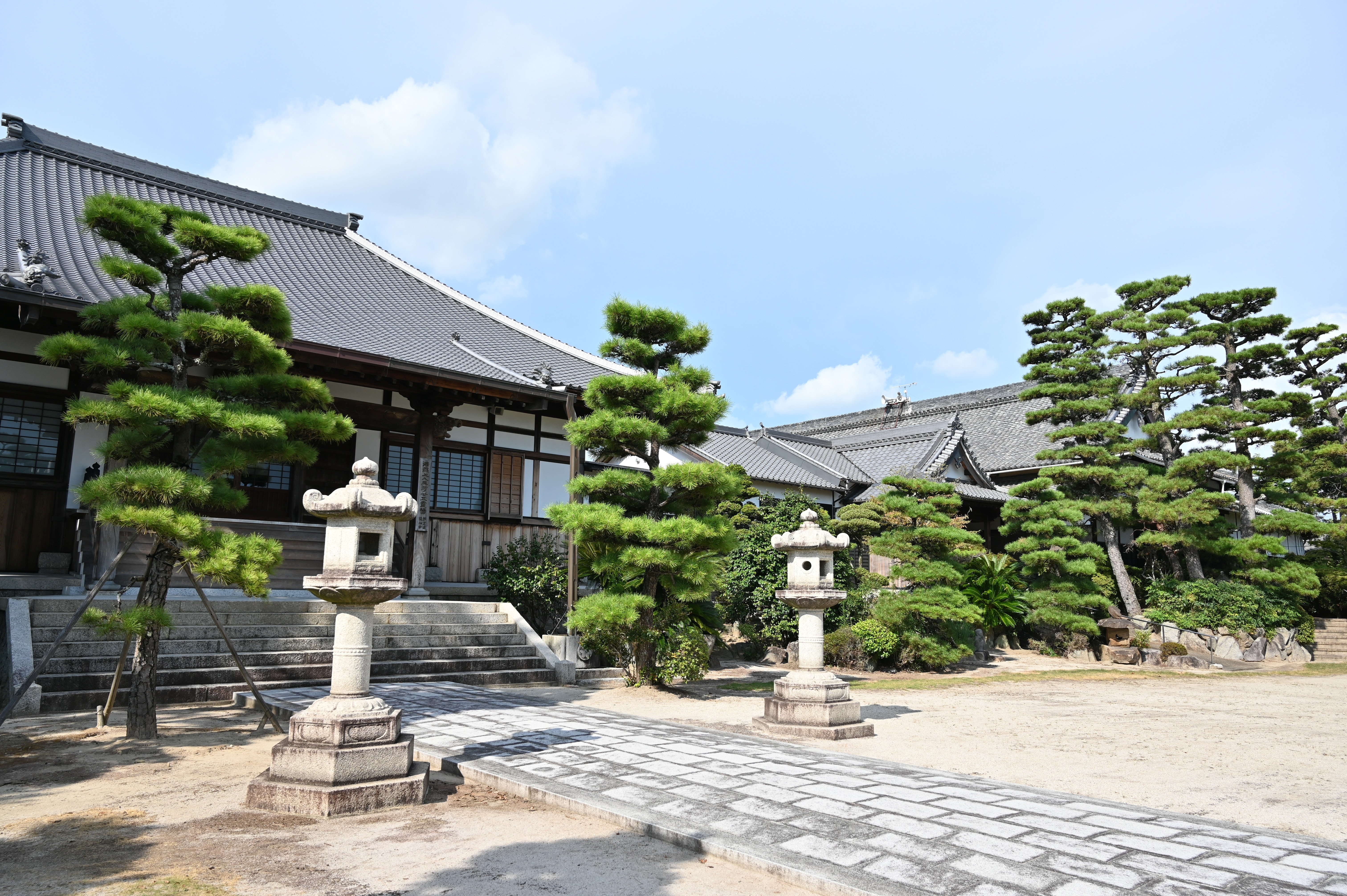
境内
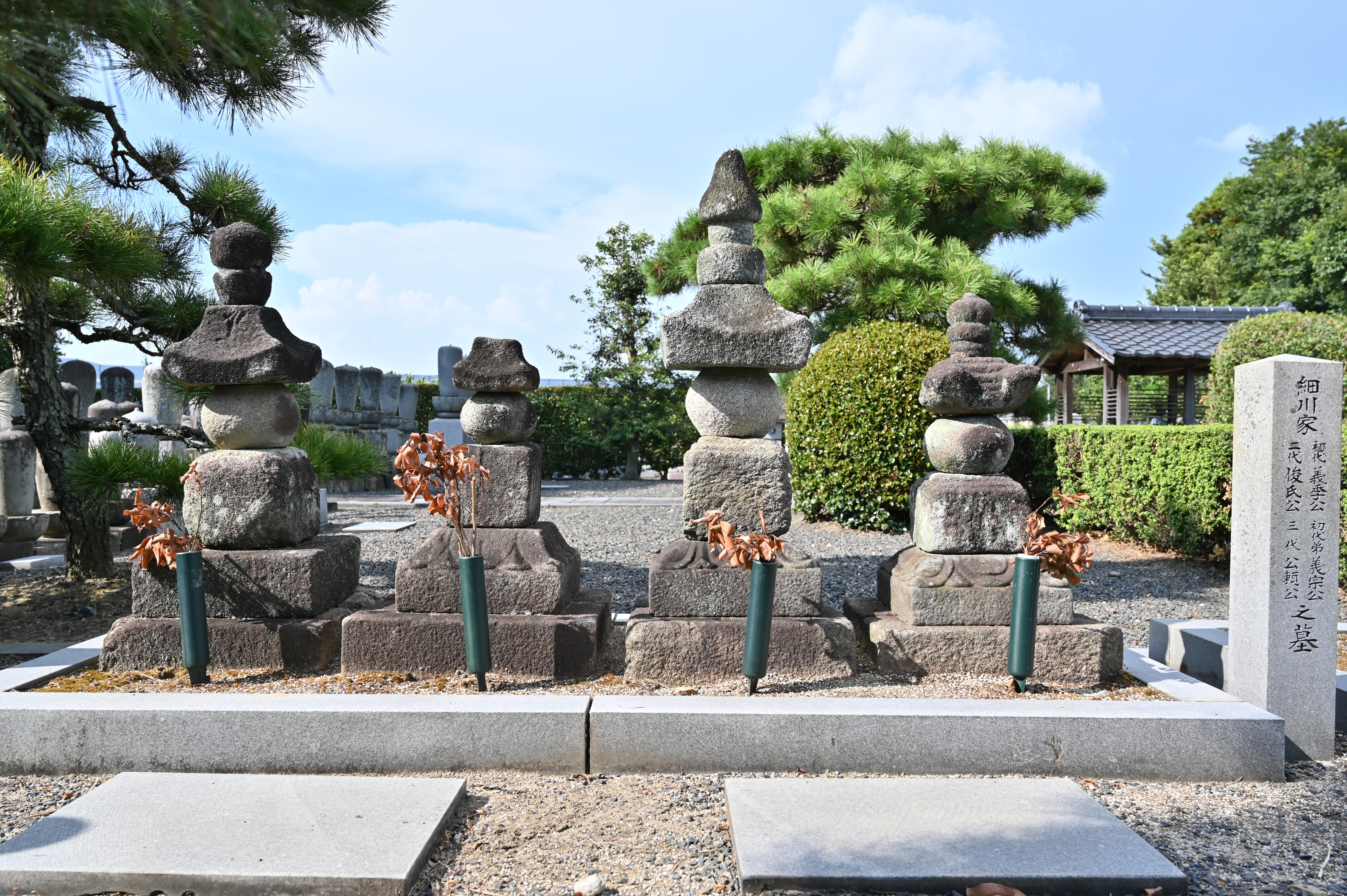
細川氏三代の墓
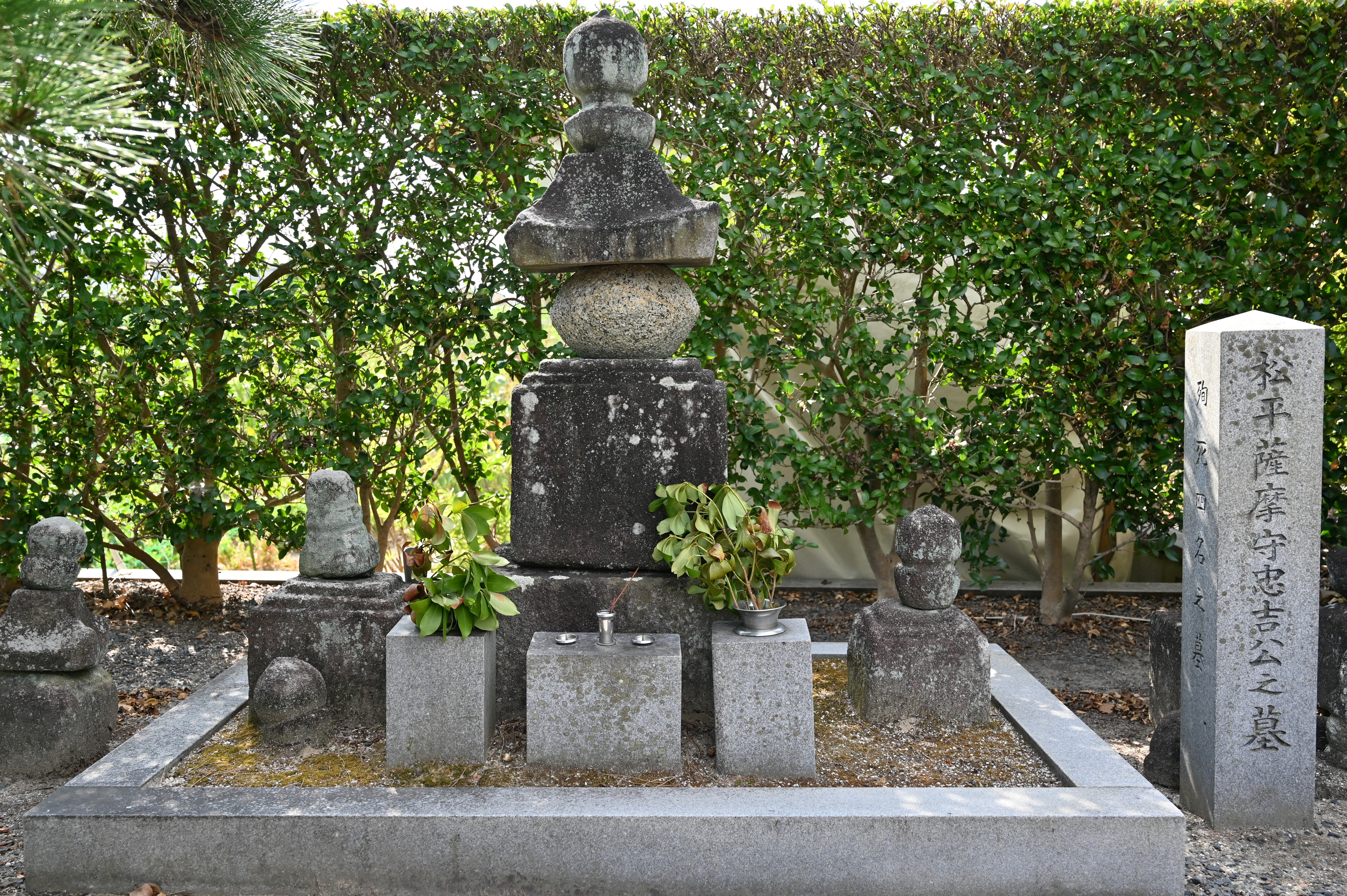
松平忠吉の墓
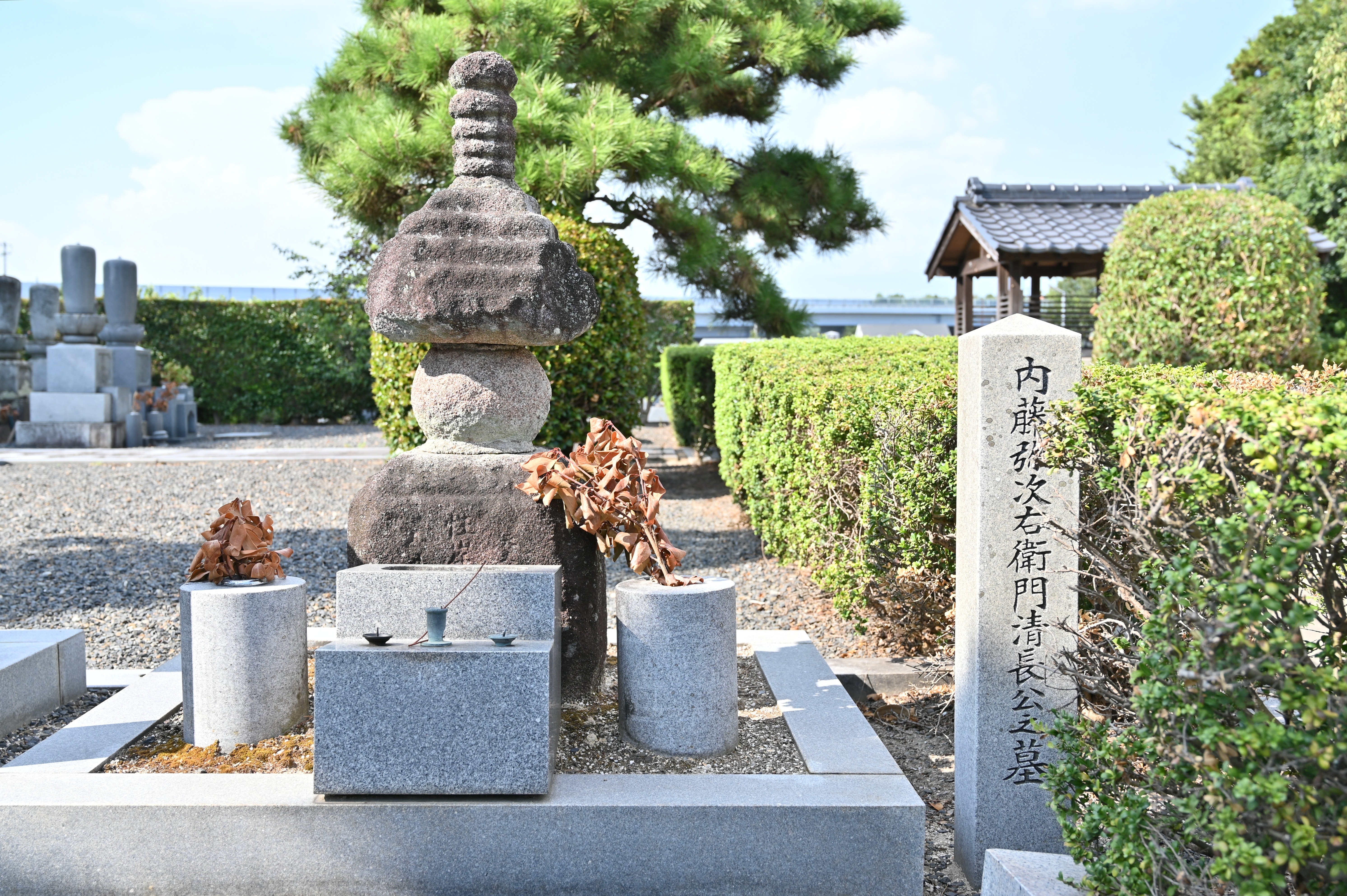
内藤清長の墓
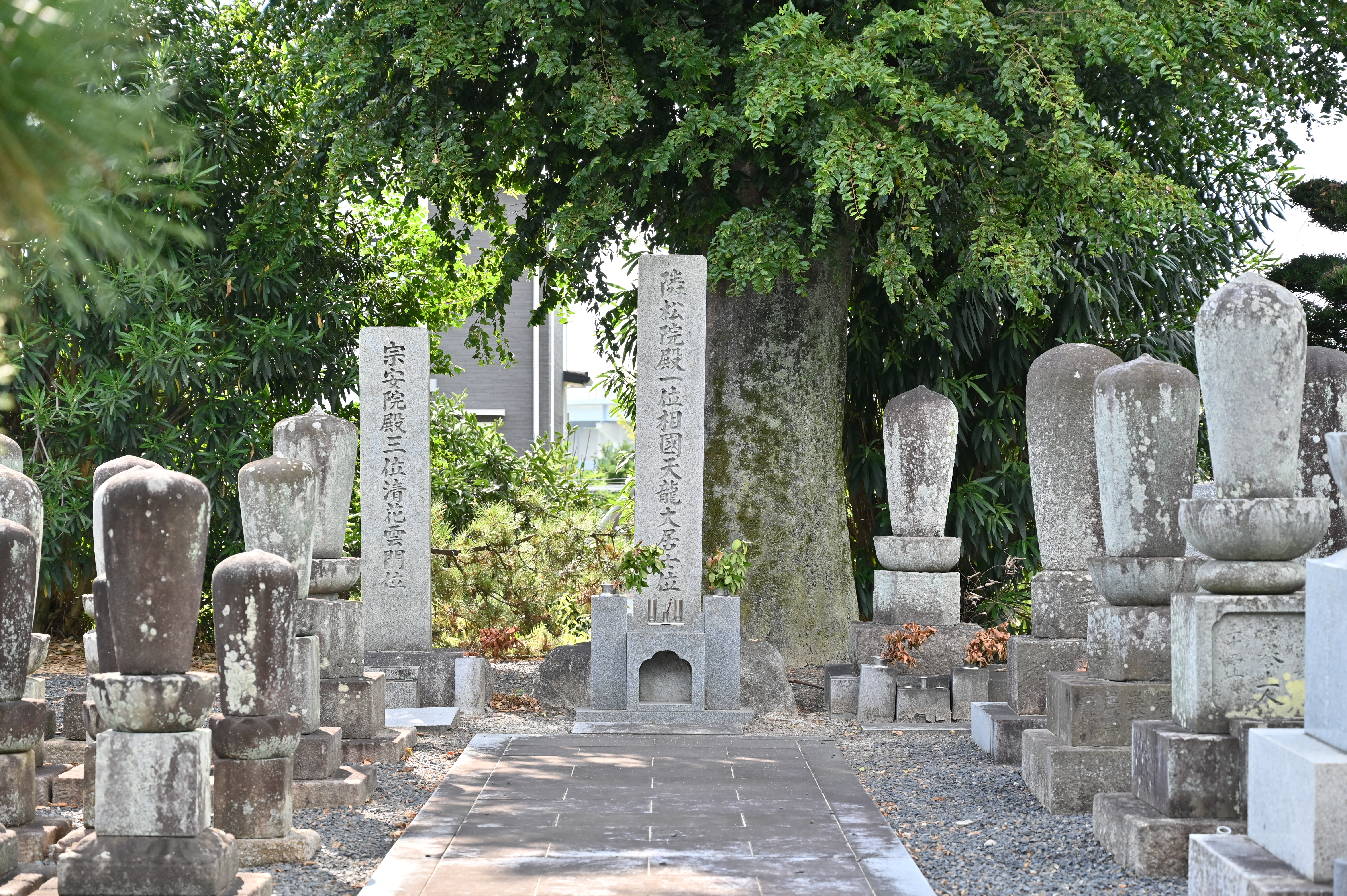
東山親王国長公の墓碑
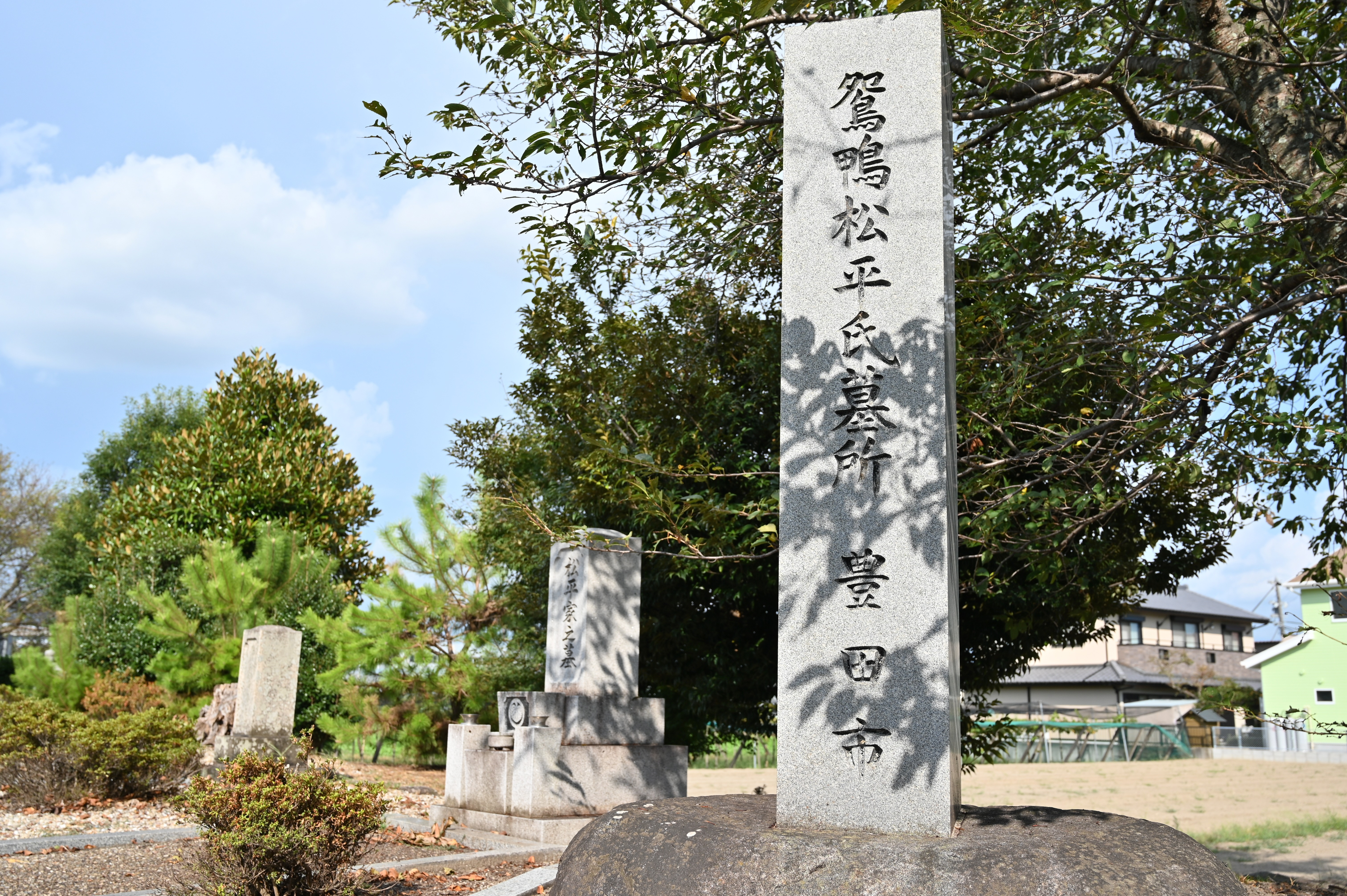
隣松寺そばにある鴛鴨松平氏墓所
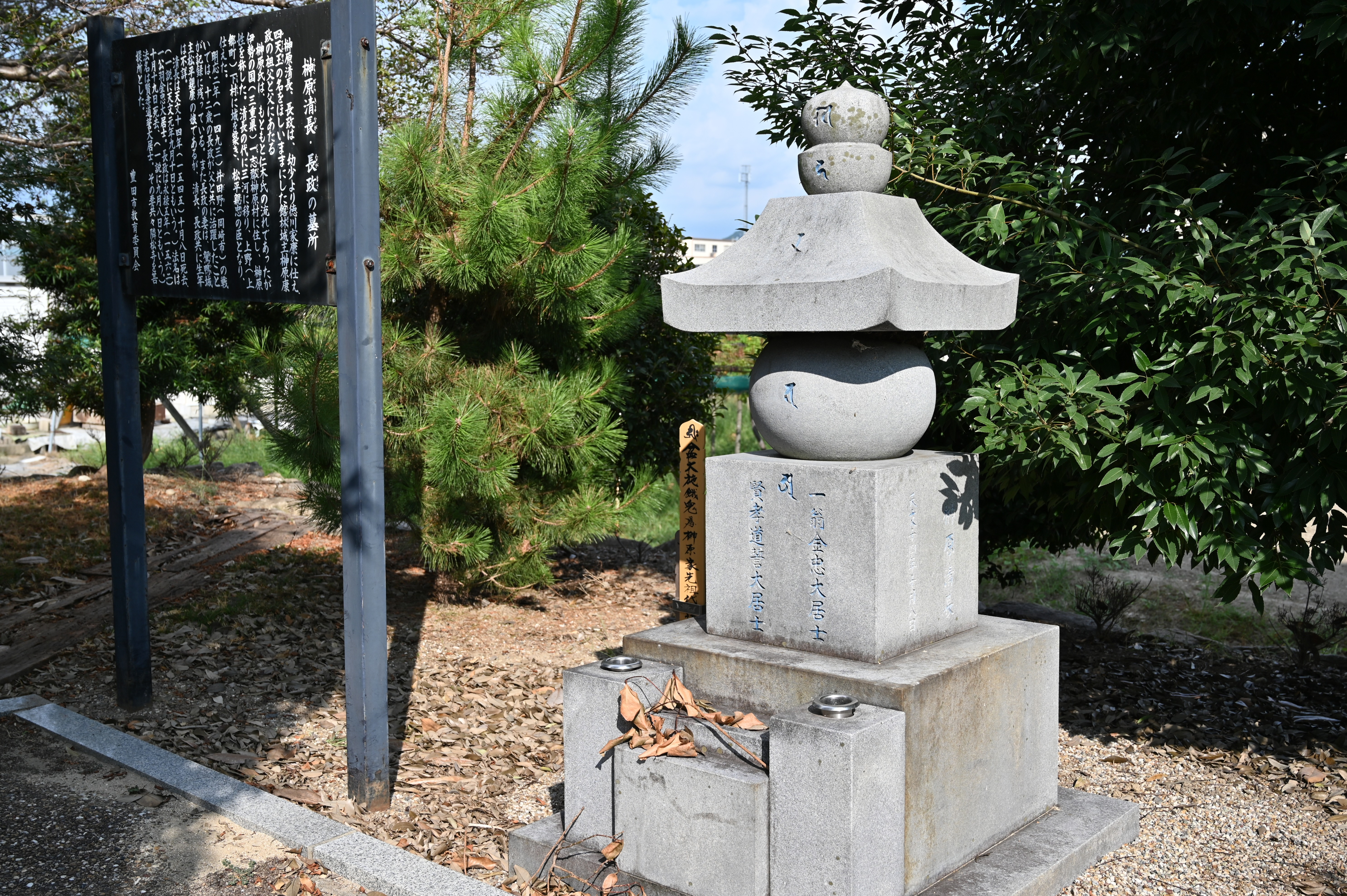
鴛鴨松平氏墓所内の榊原清長・長政の墓所
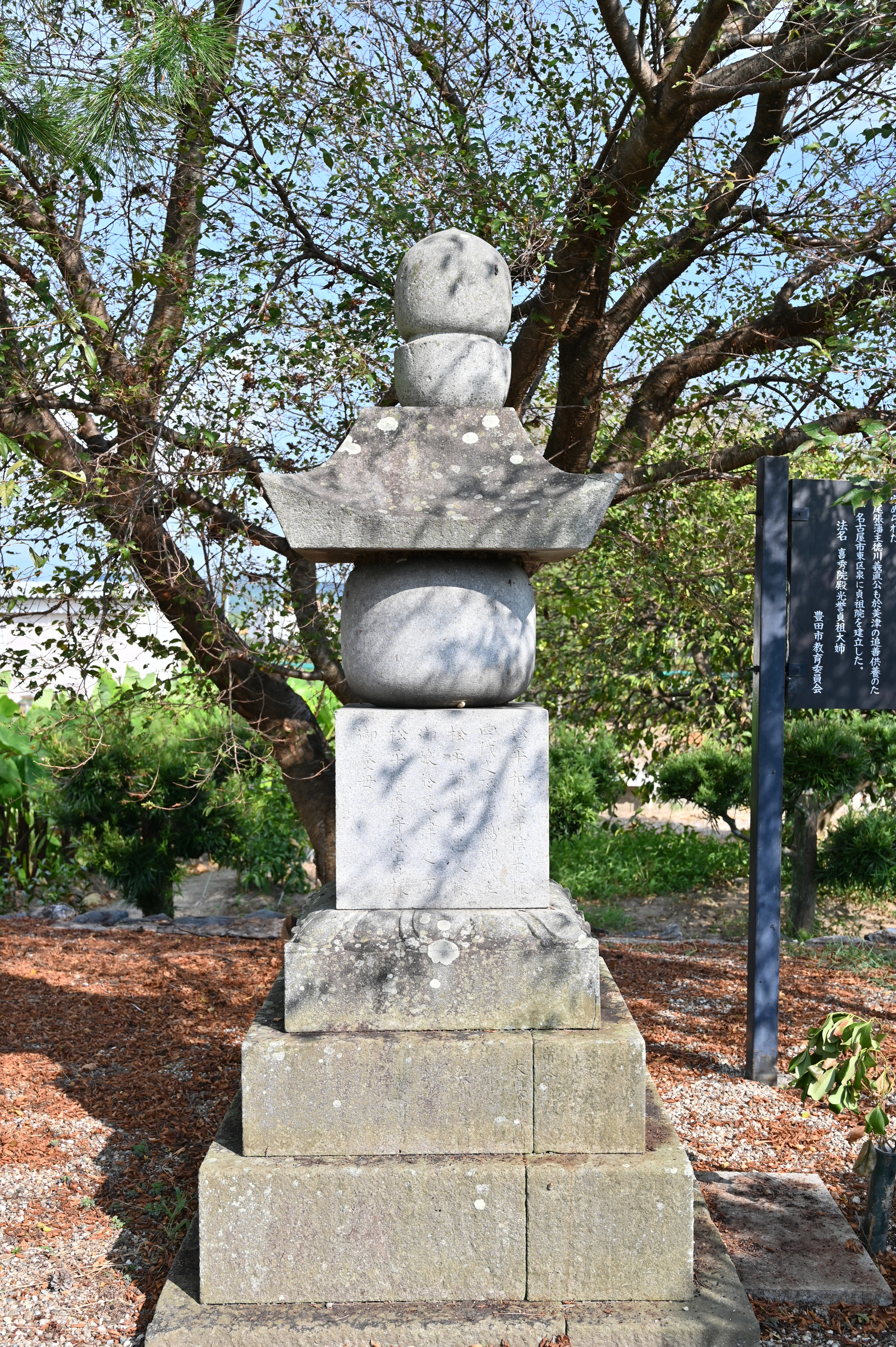
鴛鴨松平氏墓所内の於美津の墓